# Trębacz z Krakowa
Trębacz z Krakowa (org. The Trumpeter of Krakow) – powieść dla dzieci autorstwa Erica P. Kelly’ego opublikowana w 1928 roku. Książka opowiada historię polskiej rodziny z czasów średniowiecza, która znalazła schronienie w królewskim mieście Krakowie. Pisarz otrzymał za nią w roku 1929 The John Newbery Medal, amerykańską nagrodę literacką dla autorów powieści dla dzieci.
Akcja powieści rozgrywa się w XV-wiecznej Polsce. Józef Charnetski i jego rodzina związani byli przysięgą dotyczącą ochrony cennego kryształu. Wielu niegodziwych i chytrych ludzi chciało im go ukraść. By uniknąć kradzieży rodzina postanawia oddać go królowi. Niestety króla nie ma w Krakowie. Charnetcy zmuszeni zostają do czekania na jego powrót. Ojciec Józefa zatrudnia się jako miejski trębacz. Jego zadaniem jest odgrywanie tradycyjnego hejnału i ostrzeganie ludności przed grożącymi niebezpieczeństwami. Posterunkiem trębacza jest szczyt kościelnej wieży. To w niej Józef okaże się być odważnym człowiekiem, uratuje nie tylko kryształ, ale również swą rodzinę i mieszkańców miasta.